# Gustl Berauer
Gustl Berauer, správně Gustav Berauer (5. listopadu 1912, Pec pod Sněžkou - 18. května 1986, Schliersee) byl československý lyžař německé národnosti. Po roce 1938 závodil za Německo.

## Sportovní kariéra
Na IV. ZOH v Garmisch-Partnkirchenu 1936 skončil v severské kombinaci na 14. místě, v v běhu na lyžích na 18 km na 21. místě a ve štafetě na 4x10 kilometrů na 5. místě. Na Mistrovství světa v klasickém lyžování 1937 v Chamonix skončil v severské kombinaci na 5. místě.
Na Mistrovství světa v klasickém lyžování 1939 v Zakopanem získal pro Německo zlatou medaili. Byl prvním německým mistrem světa v klasickém lyžování. Titul obhájil na mistrovství světa v klasickém lyžování 1941 v Cortina d'Ampezzo, tento šampionát byl FIS v roce 1946 oficiálně zrušen. Byl prvním německým skokanem na lyžích, který překonal stometrovou hranici. Během 2. světové války byl feldvéblem u horských myslivců wehrmachtu. Na východní frontě byl raněn a ke sportu se již nemohl vrátit, ale v letech 1963-1975 byl předsedou výboru pro severskou kombinaci FIS.